# Robert for årets danske spillefilm
Robertprisen for årets danske spillefilm er en filmpris, der uddeles ved den årlige Robertfest af Danmarks Film Akademi. 

## Prismodtagere
| - 1984 Skønheden og udyret - 1985 Forbrydelsens element - 1986 De flyvende djævle - 1987 Flamberede hjerter - 1988 Pelle Erobreren - 1989 Skyggen af Emma | - 1990 Dansen med Regitze - 1991 Lad isbjørnene danse - 1992 Europa - 1993 Kærlighedens smerte - 1994 Åndernes hus - 1995 Nattevagten - 1996 Menneskedyret - 1997 Breaking the Waves - 1998 Barbara og Let's get lost - 1999 Festen | - 2000 Den eneste ene - 2001 Bænken - 2002 En kærlighedshistorie - 2003 Elsker dig for evigt - 2004 Arven - 2005 Kongekabale - 2006 Adams æbler - 2007 Drømmen - 2008 Kunsten at græde i kor - 2009 Frygtelig lykkelig |

### 2010'erne
| År   | Film                        | Selskab             | Instruktør                   | Øvrige nominerede                                                                          |
| ---- | --------------------------- | ------------------- | ---------------------------- | ------------------------------------------------------------------------------------------ |
| 2010 | Antichrist                  | Zentropa            | Lars von Trier               | Applaus Fri os fra det onde Kærestesorger Oldboys                                          |
| 2011 | R                           | Nordisk Film        | Tobias Lindholm/Michael Noer | Alting bliver godt igen Broderskab Sandheden om mænd Submarino                             |
| 2012 | Melancholia                 | Zentropa            | Lars von Trier               | Dirch En familie Rosa Morena Superclásico                                                  |
| 2013 | Kapringen                   | Nordisk Film        | Tobias Lindholm              | 10 timer til Paradis Den skaldede frisør En kongelig affære Undskyld jeg forstyrrer        |
| 2014 | Jagten                      | Zentropa            | Thomas Vinterberg            | Kvinden i buret Nordvest Sorg og glæde Spies & Glistrup                                    |
| 2015 | Nymphomaniac Director's Cut | Zentropa            | Lars von Trier               | Fasandræberne Kapgang Klumpfisken Stille hjerte                                            |
| 2016 | Under sandet                | Nordisk Film        | Martin Zandvliet             | Idealisten Krigen Mænd og høns Sommeren '92                                                |
| 2017 | Der kommer en dag           | Zentropa            | Jesper W. Nielsen            | I blodet Forældre Kollektivet The Neon Demon                                               |
| 2018 | Vinterbrødre                | Masterplan Pictures | Hlynur Pàlmason              | Den utrolige historie om den kæmpestore pære En frygtelig kvinde Mens vi lever Underverden |
| 2019 | Den skyldige                | Nordisk Film Spring | Gustav Möller                | Journal 64 Ditte & Louise Lykke-Per The House That Jack Built                              |

### 2020'erne
| År   | Film                 | Selskab          | Instruktør        | Øvrige nominerede                                                              |
| ---- | -------------------- | ---------------- | ----------------- | ------------------------------------------------------------------------------ |
| 2020 | Dronningen           | Nordisk Film     | May el-Toukhy     | Danmarks sønner Før frosten Onkel Ser du månen, Daniel                         |
| 2021 | Druk                 | Zentropa         | Thomas Vinterberg | Shorta Retfærdighedens ryttere En helt almindelig familie Vores mand i Amerika |
| 2022 | Hvor kragerne vender | Hyæne Film       | Lisa Jespersen    | Pagten Skyggen i mit øje Margrete den Første Venuseffekten                     |
| 2023 | Holy Spider          | Profile Pictures | Ali Abbasi        | Speak No Evil Krysantemum Vanskabte land Du som er i himlen Rose               |
| 2024 | Bastarden            | Zentropa         | Nikolaj Arcel     | Ustyrlig Viften Toves værelse Den store stilhed                                |